# HMS Clacton (J151)
Pour les autres navires du même nom, voir HMS Clacton.
Le HMS Clacton (pennant number J151)  est un dragueur de mines de la Classe Bangor lancé pour la Royal Navy (RN) et qui a servi pendant la Seconde Guerre mondiale.

## Conception
Le Clacton est commandé dans le cadre du programme de la classe Bangor de 1939-40 le 20 décembre 1939 pour le chantier naval de Ailsa Shipbuilding Company à Troon en Écosse. La pose de la quille est effectuée le 12 novembre 1940, le Clacton est lancé le 19 décembre 1941 et mis en service le 4 juin 1942.
La classe Bangor doit initialement être un modèle réduit de dragueur de mines de la classe Halcyon au service de la Royal Navy,. La propulsion de ces navires est assurée par 3 types de motorisation: moteur diesel, moteur à vapeur à pistons double ou triple expansion et turbine à vapeur. Cependant, en raison de la difficulté à se procurer des moteurs diesel, la version diesel a été réalisée en petit nombre.
Les dragueurs de mines de classe Bangor version Royal Navy à turbines déplacent 667 tonnes en charge normale. Afin de pouvoir loger les chaufferies, ce navire possède des dimensions plus grandes que les premières versions à moteur diesel avec une longueur totale de 53 mètres LHT ou LOA, une largeur de 8,69 mètres et un tirant d'eau de 3,12 mètres. Ce navire est propulsé par 2 turbines à vapeur alimentées par 2 chaudières à tubes d'eau à 3 tambours Admiralty et entraînant deux arbres d'hélices. Les moteurs développent une puissance de 2 000 chevaux-vapeur (1 500 kW) et atteignent une vitesse maximale de 16 nœuds (30 km/h). Le dragueur de mines peut transporter un maximum de 163 tonnes de fioul qui lui donne un rayon d'action de 2 800 milles nautiques (5 200 kilomètres) à 10 nœuds (19 km/h).
Leur manque de taille donne aux navires de cette classe de faibles capacités de manœuvre en mer, qui seraient même pires que celles des corvettes de la classe Flower. Les versions à moteur diesel sont considérées comme ayant de moins bonnes caractéristiques de maniabilité que les variantes à moteur alternatif à faible vitesse. Leur faible tirant d'eau les rend instables et leurs coques courtes ont tendance à enfourner la proue lorsqu'ils sont utilisés en mer de face.
Les navires de la classe Bangor sont également considérés comme exigus pour les membres d'équipage, entassant plus de 60 officiers et matelots dans un navire initialement prévu pour un total de 40 hommes.
Les Bangors équipés de turbine à vapeur sont armés d'un canon anti-aérien de 12 livres 3-inch QF (76,2 mm) et d'un canon AA QF de 2 livres (40 mm). Sur certains navires, le canon de 2 livres est remplacé par un canon AA Oerlikon de 20 mm simple ou double, tandis que la plupart des navires sont équipés de quatre affûts Oerlikon simples supplémentaires au cours de la guerre. Pour les missions d'escorte, leur équipement de dragage de mines peut être échangé contre une quarantaine de grenades sous-marines.

## Histoire

### Seconde Guerre mondiale
Le 4 août 1943, après des réparations d'urgence, le sous-marin de classe U HMS Unison (P43) quitte Bizerte en Tunisie pour des essais de plongée. Une fois ces essais terminés, avec son sister ship HMS Unrivalled (P45),ils  quittent Bizerte pour se rendre à Malte, escortés par le Clacton.
Le 31 décembre 1943, le Clacton se trouve en Méditerranée, au large de la côte Est de la Corse, sur le passage de La Maddalena à Bastia. Il heurte une mine à 8h32 et coule immédiatement. Trois officiers et 29 matelots sont tués, les survivants sont secourus par le HMS Polruan (J97).

### Participation auxconvois
Le Clacton a navigué avec les convois suivants au cours de sa carrière:
1. Convoi GUF 6
2. Convoi GUS 5
3. Convoi KMF 4
4. Convoi KMS 12G
5. Convoi MKS 1O
6. Convoi MKS 4
7. Convoi MKS 12
8. Convoi UGS 6A
9. Convoi UGS 7A

### Commandement
- A/Lieutenant Commander (A/Lt.Cdr.) Leonard Seymour Shaw (RNR) du 1er mai 1942 au 31 décembre 1943

Notes:
RNR: Royal Naval Reserve